# Escala de House-Brackmann
A escala de House-Brackmann ou classificação de House-Brackmann é um escore utilizado para graduar o nível de lesão do nervo em uma paralisia do nervo facial. Essa aferição é determinada com a medição do movimento superior da porção média do topo da sobrancelha e do movimento lateral do ângulo da boca. Cada ponto de referência ganha 1 ponto para cada 0,25 cm de movimento, até um máximo de 1 cm. Os escores são então somados para dar uma pontuação até 8.
| Grau | Descrição           | Medida  | Função % | Função estimada % |
| ---- | ------------------- | ------- | -------- | ----------------- |
| I    | Normal              | 8/8     | 100      | 100               |
| II   | Leve                | 7/8     | 76-99    | 80                |
| III  | Moderada            | 5/8-6/8 | 51-75    | 60                |
| IV   | Moderadamente grave | 3/8-4/8 | 26-50    | 40                |
| V    | Grave               | 1/8-2/8 | 1-25     | 20                |
| VI   | Total               | 0/8     | 0        | 0                 |